# كوينتن مارتن
كوينتن مارتن (بالفرنسية: Quentin Martin)‏ (7 مارس 1996 بفرنسا - ) هو لاعب كرة قدم فرنسي في مركز الدفاع.

## وصلات خارجية
- كوينتن مارتن على موقع قاعدة بيانات كرة القدم.إي يو (الإنجليزية)
- كوينتن مارتن على موقع Soccerway.com (الإنجليزية)